# Charles Orr
Charles Orr (ur. 21 listopada 1866 w Neilston, zm. 6 kwietnia 1935 w Los Angeles) – szkocki rugbysta, reprezentant kraju.

## Kariera sportowa
W latach 1887–1892 w rozgrywkach Home Nations Championship rozegrał szesnaście spotkań dla szkockiej reprezentacji.